# Чирповское сельское поселение
Чирповское се́льское поселе́ние — муниципальное образование в Лаишевском районе Татарстана Российской Федерации.
Административный центр — село Чирпы.

## История
Создан в 1918 году как Чирповский сельсовет в составе Чирповской волости Лаишевского уезда Казанской губернии. С 1920 года в той же волости Лаишевского кантона Татарской АССР. С 1927 года в Лаишевском районе.
Статус и границы сельского поселения установлены Законом Республики Татарстан от 31 января 2005 года № 28-ЗРТ «Об установлении границ территорий и статусе муниципального образования "Лаишевский муниципальный район" и муниципальных образований в его составе».

## Население
| 2010 | 2011 | 2012 | 2013 | 2014 | 2015 | 2016 |
| ---- | ---- | ---- | ---- | ---- | ---- | ---- |
| 953  | ↗955 | ↘933 | ↘903 | ↗905 | ↘882 | ↘880 |
| 2017 | 2018 |      |      |      |      |      |
| ↗882 | ↗900 |      |      |      |      |      |

## Состав сельского поселения
| № | Населённый пункт | Тип населённого пункта       | Население |
| - | ---------------- | ---------------------------- | --------- |
| 1 | Именьково        | Село                         | ↘655      |
| 2 | Чирпы            | Село, Административный центр | ↘309      |
| 3 | Меретяки         | Деревня                      | 75        |